# Tsuki Amano
Tsukiko "Tsuki" Amano, 天野 月 (Amano Tsuki?) (Tokyo, 7 novembre 1975), è una cantautrice e disegnatrice giapponese, nota per aver scritto e cantato le colonne sonore del secondo, terzo, quarto e quinto capitolo del videogioco Project Zero.

## Biografia
Tsukiko cominciò a prendere lezioni di pianoforte all'età di 5 anni e cantava come soprano nel coro della sua scuola. Al liceo sperimentò altri strumenti, tra cui avrebbe poi scelto la chitarra, e frequentò un corso di teatro.
Iniziò ad esibirsi nei locali e per un tempo fece anche parte di un gruppo, che tuttavia non ebbe successo; iniziò quindi la sua carriera come cantante solista.
Il suo primo successo fu Bodaiju nel 2001. Molte sue canzoni sono state usate come sigle per spot pubblicitari, anime, videogiochi, film e trasmissioni TV. Nonostante sia principalmente un'artista solista, ha collaborato con altri artisti della Otokura Records.
Oltre a scrivere tutte le sue canzoni, Tsukiko progetta e prepara la maggior parte dei costumi e disegna le copertine dei suoi dischi. Ha inoltre pubblicato un fumetto sul sito della Otokura e uno storybook, scritto mentre stava registrando il video di Ningyou.
Nel 2008 decise di cambiare il suo nome in "Tsuki Amano" e si ritirò dalla musica, a cui tuttavia ritornò nel 2010. Il 2010 fu un anno molto produttivo per la cantante, infatti lavora al minialbum Licht, e si esibì per tutta l'estate nel summer tour insieme ad altri artisti della Otokura come Qoonie e Mai Yoshida. Il 30 ottobre 2010 si esibì nella prima parte del concerto Amanohitori, e il 27 novembre, sempre al teatro Muse, per la seconda parte. Tra i gadget del concerto vi sono libri di musica scritti da lei stessa, e delle tazzine e dei tappetini per il mouse con i suoi disegni. Lavorò inoltre al singolo CORE e alla raccolta delle traduzioni in inglese delle sue vecchie canzoni come Tsukiko, il suo minialbum Appare, usciti entrambi il giorno 1/1/2011. Il 12 febbraio si esibì nel suo live Chelsea&Chelsea, in occasione dell'uscita del suo nuovo album Chelsea che uscirà due giorni dopo.

## Discografia

### Con nomeTsukiko Amano
Singoli
| #   | Titolo                                  | Data di pubblicazione |
| --- | --------------------------------------- | --------------------- |
| 1.  | Hakoniwa~Miniature Garden               | 1º giugno 2001        |
| 2.  | Love dealer                             | 1º giugno 2001        |
| 3.  | B.G. - Black Guitar plus Berry Garden - | 1º settembre 2001     |
| 4.  | Bodaiju                                 | 7 novembre 2001       |
| 5.  | Sniper                                  | 20 febbraio 2002      |
| 6.  | Treasure                                | 24 aprile 2002        |
| 7.  | Honey?                                  | 19 giugno 2002        |
| 8.  | Ningyou                                 | 7 novembre 2002       |
| 9.  | Same                                    | 30 luglio 2003        |
| 10. | Love dealer - type 2003 -               | 30 luglio 2003        |
| 11. | Chou                                    | 12 novembre 2003      |
| 12. | Tsuki                                   | 14 luglio 2004        |
| 13. | IDEA                                    | 3 novembre 2004       |
| 14. | Hisui                                   | 2 febbraio 2005       |
| 15. | Koe                                     | 27 luglio 2005        |
| 15. | Karasu                                  | 31 maggio 2006        |
| 16. | Utakata                                 | 31 maggio 2006        |
| 17. | Konton Chaos                            | 31 maggio 2006        |
| 18. | Fukurou                                 | 31 maggio 2006        |
| 19. | Fuusen                                  | 31 maggio 2006        |
| 20. | Howling                                 | 11 aprile 2007        |
| 21. | Heaven's Gate                           | 23 gennaio 2008       |
| 22. | Zero no chouritsu                       | 3 settembre 2008      |

Album
| #  | Titolo                         | Data di distribuzione |
| -- | ------------------------------ | --------------------- |
| 1. | Sharon Stones                  | 5 giugno 2002         |
| 2. | Meg&Lion                       | 4 dicembre 2002       |
| 3. | Tenryuu                        | 21 gennaio 2004       |
| 4. | Winona Riders Tsuki no Uragawa | 3 marzo 2004          |
| 5. | A Moon Child in the Sky        | 21 settembre 2005     |
| 6. | Catalog                        | 15 novembre 2006      |
| 7. | Uma Salmon                     | 23 luglio 2007        |
| 8. | ZERO                           | 3 settembre 2008      |
| 9. | NOISE                          | 24 novembre 2008      |

### Con nomeTsuki Amano
Singoli
| #  | Titolo           | Data di pubblicazione |
| -- | ---------------- | --------------------- |
| 1. | Hikari no circus | 27 gennaio 2010       |
| 2. | Utsukushiki Mono | 17 marzo 2010         |
| 3. | Core             | 1º gennaio 2011       |
| 4. | Ringo no Ki      | 11 maggio 2011        |
| 5  | Torikago         | 27 settembre 2014     |

Album
| #  | Titolo         | Data di pubblicazione |
| -- | -------------- | --------------------- |
| 1. | Peek a boo     | 5 maggio 2010         |
| 2. | Licht          | 7 luglio 2010         |
| 3. | Appare         | 1º gennaio 2011       |
| 4. | Chelsea        | 14 febbraio 2011      |
| 5. | Decade         | 6 aprile 2011         |
| 6. | Bara to shinju | 9 novembre 2011       |
| 7. | Ten no ki      | 25 luglio 2012        |

### Band
| #  | Titolo             | Data di pubblicazione |
| -- | ------------------ | --------------------- |
| 1. | Tiger Machine      | 27 agosto 2003        |
| 2. | First Food         | 1º novembre 2007      |
| 3. | Misty              | 12 maggio 2007        |
| 4. | Peaceful Garden    | 9 novembre 2011       |
| 5. | Goodbye melancholy | 9 novembre 2011       |